# Аменхотеп II
Аменхотеп II је био седми египатски фараон из осамнаесте династије. Сматра се да је владао у периоду 1428/1427—1401/1400. п. н. е.. Од оца Тутмоса III, највећег краља-ратника фараонског Египта, наследио је огромно краљевство и очувао га путем неколико сиријских похода. Аменхотеп је у односу на оца, ипак, водио мање војних похода, а раздобље његове владавине означило је свршетак ратова за превласт између Египта и краљевине Митани. Прве две или три године владавине вероватно је био сувладар свога оца.
Аменхотеп II је живео уз 323 жене, кћери палестинских принчева, и 270 певачица и играчица. Најпознатија од његових многобројних жена била је краљица Тија, а њихов син Тутмос IV био је фараонов наследник.
Прекинуо је традицију пирамидалних гробница и увео праксу прављења гробова усечених у стени у Долини краљева у западној Теби.

### Спољна политика
Први Аменхотепов поход догодио се у трећој години његове владавине. Зна се да су фараона напали владари Катне док је прелазио реку Оронт, али је успео да их победи и освоји богат плен, између осталог и опрему митанског двоколичара. Фараон је био чувен по својој физичкој снази. Постоји прича да је сам убио седам побуњених принчева код Кадеша, чиме је успешно завршен његов први поход на Сирију. После овог похода, наредио је да тела 7 принчева буду обешена наглавачке на прамцу његовог брода. Када је стигао у Тебу, 6 тела принчева је постављено на градске зидине. Тело седмог принца је однесено у немирну територију Нубију и изложено на зидинама града Напате, као пример онима који би се побунили против фараона. На стели из Амаде Аменхотеп је ову кампању назвао првом, али је касније и своју другу кампању називао првом, што доводи до конфузије. Вероватно објашњење је да је прву кампању предводио пре смрти свога оца, тако да је његова друга кампања први самостални поход.
Априла седме године владавине, Аменхотеп се суочио са озбиљном побуном вазалних држава Нахарин у Сирији. Послао је војску на Левант да се супротставе побуни коју је вероватно иницирала држава Митани, глабни ривал Египта на Блиском истоку. Фараонова победничка стела не помиње велике битке, што се може тумачити на више начина. Могуће је да је овај поход био сличан походима његовог оца, када су вођене само мање борбе после којих би градови објављивали оданост фараону, да би на то обећање заборавили после одласка војске. Друго објашњење се везује за одсуство описа кључне две недеље када је фараон био најближи држави Митани. Могуће је да је његова војска поражена. Последњи поход фараона Аменхотепа одиграо се у деветој години његове владавине, али изгледа да није настављен даље од Галилејског језера. По листи плена са овог похода, заробљено је 101.128 робова, што је очигледно претеривање. Део овог збира вероватно је припадао кампањи из седме године владавине, као на пример 15.070 становника града Нукаша, јер се у походу из девете године владавине није ни приближио овом граду. Ипак, и кад се обрачунају ова дуплирања у бројању, бројке су и даље нереалне и вероватно резултат претеривања.
После похода у деветој години Аменхотепове владавине, Египат и Митани више никада нису ратовали и изгледа да су два краљевства живела у некој врсти примирја. Египатски записи говоре да су краљеви Вавилона, Хетити и Митани дошли код фараона да склопе мир и да му плате данак у деветој години његове владавине, али ово је вероватно празно хвалисање. Ипак, постоји и запис на зидовима Карнака где се помиње да су причеви Митанија дошли да траже мир од Аменхотепа, а то је могло бити истинито. Повећана моћ Хетита уверила је владаре Митанија да траже савезнике. Зна се да су Митани и Египат имали мировни уговор у време Аменхотеповог наследника, али је могуће да је такав уговор настао после Аменхотепових похода да би спречио нове масовне депортације. Без обзира на да ли је овај уговор постојао, између Египта и Митанија је владао мир. Аменхотеп се од тада посветио унутрашњој политици, уз један могући изузетак. У храму посвећеном Аменхотеповом вицекраљу Нубије постоји приказ фараона који прима данак после победе у нубијској кампањи, али није могуће закључити када се то догодило.

## Градитељски пројекти
Пошто је Тутмозис III посветио огромну енергију проширењу Карнака, Аменхотепови грађевински пројекти су се концентрисали на проширивање мањих храмова широм Египта. У делти Нила, у граду Тури, грађевински надзорник његовог оца, Минмоз, помиње се у натпису као надзорник изградње више храмова. У горњем Египту, потврђено је да је Аменхотеп градио храмове у Медамуду, Ел Тоду и Арманту. Ни Карнак није био сасвим запостављен, иако се ту градило много мање него у доба фараоновог оца. Аменхотеп је наручио стуб у дворишту измешу четвртог и петог пилона у част добијања данка од краљевине Митани. У Нубији Аменхоте је саградио храмове у Каср Ибриму и Семни, и наредио украшавање храма у Калабши. И поред тога, његов најчувенији храм у Нубији је код Амаде. Његову изградњу је започео Тутмозис III, и он је посвећен богу Хорусу, иако су лако уочљиви богови Ра и Амун. Аменхотеп је завршио изградњу овог храма, а хроника о походу из његове треће године владавине је записана на стели. Ова стела је до 1942. била главни извор информација о Аменхотеповим ратовима.

### Рељефи и статуе
Аменхотеп II, као и фараони пре и после њега, стављали су своје статуе испред и унутар храмова. Једна од статуа га представља како клечи и приноси дар на олтару (Cairo CG 42073). Јасно је видљив развој у египатској скулптури од Хатшепсут, преко Тутмозиса III, Аменхотепа II, Тутмозиса IV, до Аменхотепа . Лица статуа нису портрети, већ идеализована лица у складу са уметничком традицијом и идеалом лепоте свога времена.

### Гробница
Аменхотепову мумију открио је Виктор Лорет 1898. у гробу KV35 у Долини краљева, и то у оригиналном саркофагу. Његов посмртни храм је био на периферији некрополе у Теби, али је уништен још у античко доба. У Аменхотепову гробницу су смештене и мумије Тутмозиса IV, Сетија II, Рамзеса , Рамзеса  и Рамзеса . Ту их је сместио Амун, високи свештеник из доба двадесетпрве династије, да би их заштитио од пљачкаша гробова.
У прво време после открића мумија је остављена у саркофагу. После једног покушаја пљачке је тешко оштећена. Године 1923. пребачена је у Египатски музеј у Каиру.